# Pentatlón moderno en los Juegos Panamericanos

Pentatlón moderno.

El Pentatlón moderno es un deporte que se disputa en los Juegos Panamericanos desde su primera edición en 1951. Ausente en varias ediciones de los juegos, tiene continuidad en el calendario panamericano desde 1999.
El Pentatlón moderno consta de cinco pruebas: tiro deportivo (pistola), esgrima, natación, salto ecuestre y carrera a pie campo a través.

## Masculino

### Individual
| Edición             | Oro                   | Plata            | Bronce            |
| ------------------- | --------------------- | ---------------- | ----------------- |
| Buenos Aires 1951   | Eric Tinoco Marquez   | James Thompson   | Enrique Rettberg  |
| México 1955         | José Pérez Mier       | Edgard O'Hare    | David Romero      |
| Chicago 1959        | Wenceslau Malta       | George Lambert   | Leslie Bleamaster |
| São Paulo 1963      | Robert Beck           | Richard Stoll    | James Moore       |
| Indianápolis 1987   | Robert Stull          | Barry Kennedy    | Harvey Cain       |
| Winnipeg 1999       | Velizar Iliev         | Brett Weatherbie | Sergio Salazar    |
| Santo Domingo 2003  | Vakhtang Jagorachvili | Chad Senior      | Sergio Salazar    |
| Río de Janeiro 2007 | Eli Bremer            | Yaniel Velázquez | Joshua Riker-Fox  |
| Guadalajara 2011    | Oscar Soto            | Andrei Gheorghe  | Esteban Bustos    |
| Toronto 2015        | Charles Fernández     | Ismael Hernández | Nathan Schrimsher |
| Lima 2019           | Charles Fernández     | Esteban Bustos   | Alí Villamayor    |

### Equipos
| Edición           | Oro                 | Plata               | Bronce              |                     |
| ----------------- | ------------------- | ------------------- | ------------------- | ------------------- |
| Buenos Aires 1951 | Estados Unidos      | Brasil              | Argentina           |                     |
| México 1955       | México              | Estados Unidos      | Chile               |                     |
| Chicago 1959      | Estados Unidos      | Brasil              | México              |                     |
| São Paulo 1963    | Estados Unidos      | Brasil              | México              |                     |
| 1967-2015         | evento no realizado | evento no realizado | evento no realizado | evento no realizado |
| Lima 2019         | México              | Estados Unidos      | Argentina           |                     |

## Femenino

### Individual
| Edición             | Oro              | Plata           | Bronce                        |
| ------------------- | ---------------- | --------------- | ----------------------------- |
| Winnipeg 1999       | Mary Beth Larsen | Rocío Arias     | Kara Grant                    |
| Santo Domingo 2003  | Anita Allen      | Samantha Harvey | Mary Beth Larsen-Jagorachvili |
| Río de Janeiro 2007 | Yane Marques     | Mónica Pinette  | Michelle Kelly                |
| Guadalajara 2011    | Margaux Isaksen  | Yane Marques    | Tamara Vega                   |
| Toronto 2015        | Yane Marques     | Tamara Vega     | Mayan Oliver                  |

### Relevos
| Edición   | Oro                 | Plata               | Bronce              |                     |
| --------- | ------------------- | ------------------- | ------------------- | ------------------- |
| 1951-2015 | evento no realizado | evento no realizado | evento no realizado | evento no realizado |
| Lima 2019 | Estados Unidos      | Cuba                | Brasil              |                     |

## Mixto

### Relevos
| Edición   | Oro                 | Plata               | Bronce              |                     |
| --------- | ------------------- | ------------------- | ------------------- | ------------------- |
| 1951-2015 | evento no realizado | evento no realizado | evento no realizado | evento no realizado |
| Lima 2019 | Estados Unidos      | Cuba                | Guatemala           |                     |

## Medallero
Actualizado Toronto 2015
| #     | País           |    |    |    | Total |
| ----- | -------------- | -- | -- | -- | ----- |
| 1     | Estados Unidos | 11 | 7  | 6  | 24    |
| 2     | Brasil         | 4  | 5  | 0  | 9     |
| 3     | México         | 3  | 3  | 7  | 13    |
| 4     | Guatemala      | 2  | 1  | 0  | 3     |
| 5     | Canadá         | 0  | 2  | 2  | 4     |
| 6     | Cuba           | 0  | 1  | 0  | 1     |
| 7     | Argentina      | 0  | 0  | 4  | 4     |
| 8     | Chile          | 0  | 1  | 2  | 3     |
| Total | Total          | 20 | 20 | 21 | 61    |